# بيع أواكس للسعودية
كان بيع طائرات المراقبة بوينغ إي-3 سينتري "أواكس" (نظام الإنذار والتحكم المحمول جواً) للمملكة العربية السعودية من قبل إدارة الرئيس الأمريكي رونالد ريغان مثيرًا للجدل حيث عدت أكبر عملية بيع أسلحة أجنبية في تاريخ الولايات المتحدة، وكان المعترضون هم أعضاء مجلس الشيوخ الأمريكي البارزين، ودولة إسرائيل واللوبي الإسرائيلي.
شملت صفقة البيع خمس طائرات أواكس وثماني طائرات للتزود بالوقود من طراز KE-3، مع قطع غيار ودعم، تم تسليمها في الفترة ما بين يونيو 1986 وسبتمبر 1987.

## اواكس

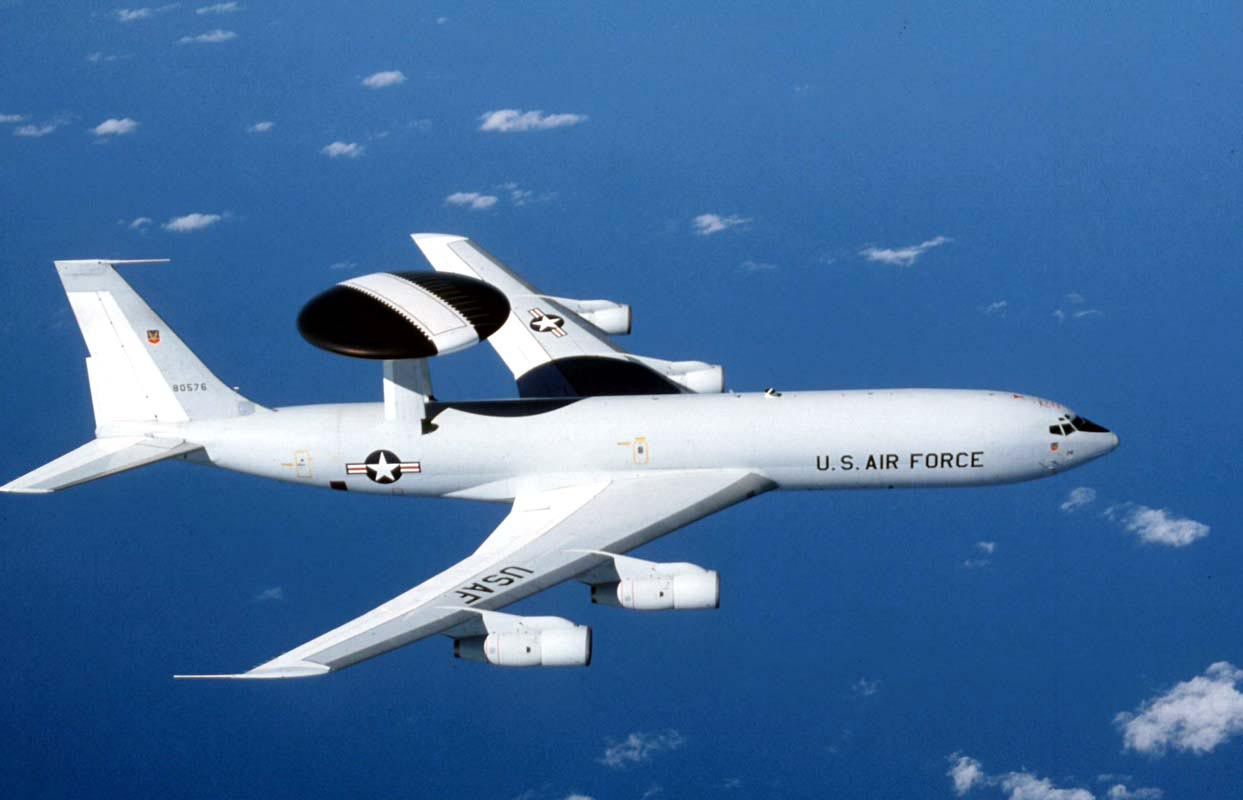
USAF E-3 في رحلة

بدأت القوات الجوية الأمريكية باستخدام طائرات الإنذار المبكر والسيطرة المحمولة جوا في عام 1977 بعد عشر سنوات من التصميم والتطوير والاختبار. حيث تمتلك الولايات المتحدة حاليا أسطولا من طائرات الأواكس، ويمتلك حلف شمال الاطلسي 17 طائرة، والمملكة المتحدة سبعة، وتمتلك المملكة العربية السعودية خمسة، وفرنسا لديها أربعة.

## رد الفعل في الولايات المتحدة
أعلنت إدارة ريغان عن خططها لبيع خمسة من طائرات أواكس الأمريكية الصنع إلى المملكة العربية السعودية،  ولم يتم استقبال هذا النبأ بحرارة في الكابيتول هيل حيث كانت موافقة الكونغرس مطلوبة، وتم رفض الاقتراح بشدة من قبل إسرائيل، وعند تقديم اقتراح أواكس إلى الكونغرس في خريف عام 1981، قال السناتور إدوارد كينيدي السناتور عن ولاية ماساتشوستس: «هذه واحدة من أسوأ وأخطر مبيعات الأسلحة على الإطلاق»، وقال السناتور دونالد ريجل: «يُطلب منا الخضوع إلى نوع من الابتزاز؛ وهو ارتفاع أسعار النفط».
خشي هؤلاء الشيوخ من أن بيع طائرات أواكس لم يكن يهدف إلى تعزيز الاستقرار كما تدعي الإدارة ولكن لتأمين موارد النفط الأمريكية، وكان السناتور بوب باكوود - وهو عضوًا جمهوريًا في حزب ريغان - زعيمًا معارضًا لصفقة أواكس في مجلس الشيوخ.
أوضح باكوود الخطر الذي رآه في تسليح المملكة العربية السعودية: «لقد أظهروا عداءًا يجب تفسيره على أنه نواياهم المتعمدة لتعزيز استمرار عدم الاستقرار في الشرق الأوسط»، وشكك باكوود في اختيار المملكة العربية السعودية كحكم للسلام قائلاً: «دعونا نفكر في الدول التي التزمت بجدية بالتفاوض على السلام في الشرق الأوسط والتي لم تشاطرها هذا الالتزام».

## صفقة 2010
في 20 أكتوبر 2010 أخطرت وزارة الخارجية الأمريكية الكونغرس بعزمها على تحقيق أكبر عملية بيع للأسلحة في التاريخ الأمريكي، بما يبلغ قيمته 60.5 مليار دولار.
لم تثر إسرائيل أي اعتراضات على الصفقة باستثناء القول إنها «غير مبتهجة»، وفي ذلك الوقت أكد أحد كبار المسؤولين في الإدارة: «هذا تطور كبير، لأنه جزء من إستراتيجية إقليمية أكبر والحفاظ على وجود أمريكي قوي في المنطقة، نحن نولي اهتمامًا لاحتياجات حلفائنا وما يعتقده الجميع في المنطقة هو استعراض للعضلات من قبل إيران الأكثر عدوانية، والطريقة الوحيدة للتعامل مع ذلك هي جعل حلفائنا وأصدقائنا أقوياء.» 